# Oorlogsroman
Een oorlogsroman is een roman waarin de oorlogsjaren of de effecten van die jaren op de naoorlogse generaties worden beschreven. 
Oorlogen laten diepe sporen achter, ook in de literatuur. Deze worden in een oorlogsroman verwerkt. Onderwerpen in deze verhalen zijn bijvoorbeeld: het verzet, vervolging, onderduiken, ervaringen aan het front en natuurlijk de oorlogstijd zelf. In oorlogen gebeuren ook veel dingen die bij de meesten niet bekend zijn. Veel details worden pas lang nadat een oorlog is beëindigd gevonden. De schrijver van een oorlogsroman heeft niet per se de oorlog daadwerkelijk meegemaakt. Soms heeft hij andere bronnen waaruit hij een verhaal opmaakt, of hij heeft een grote verbeeldingskracht.
Sinds de 19e eeuw is de oorlogsroman een duidelijk afgebakend genre. Twee bekende 19e-eeuwse romans over de napoleontische oorlogen zijn De kartuize van Parma van Stendhal en Oorlog en vrede van Leo Tolstoj. The Red Badge of Courage van Stephen Crane gaat over de Amerikaanse Burgeroorlog.
De Eerste Wereldoorlog kreeg zijn neerslag in onder meer A Farewell to Arms van Ernest Hemingway en Im Westen nichts Neues van Erich Maria Remarque.
Europese oorlogsromans uit de 20e eeuw hebben met name de Tweede Wereldoorlog en de Vietnamoorlog als onderwerp. Bekende Nederlandstalige romans met de Tweede Wereldoorlog als onderwerp zijn De donkere kamer van Damokles van Willem Frederik Hermans, Het verdriet van België van Hugo Claus en Het stenen bruidsbed en De aanslag van Harry Mulisch. Bekende romans over de Vietnamoorlog zijn The Quiet American van Graham Greene en The Things They Carried van Tim O’Brien.